# نیکولاس گونزالز
نیکولاس گونزالز (انگلیسی: Nicholas Gonzalez؛ زادهٔ ۳ ژانویهٔ ۱۹۷۶) یک هنرپیشه اهل ایالات متحده آمریکا است.
از فیلم‌ها یا برنامه‌های تلویزیونی که وی در آن نقش داشته‌است می‌توان به آناکونداها: شکار ارکیده خونین، دکتر خوب  و  لابریا اشاره کرد.
از سریال‌هایی که در ان بازی کرده می‌توان به سریال دکتر خوب(good doctor) اشاره کرد.